# Zillertal (Herdecke)
Das Zillertal ist ein Naherholungsgebiet an der Stadtgrenze zwischen Wetter (Ruhr) und Herdecke am Harkortsee im Ardeygebirge.
Es war in der industriellen Epoche Friedrich Harkorts ein wichtiges Bergbaugebiet; unter anderem befindet sich dort der Eulalia-Stollen. Der Eingang des Stollens wurde im Jahr 2017 vom heimischen Bergbau-Arbeitskreis restauriert. Im Juli 2019 konnte eine ausgewählte Personengruppe den Stollen erkunden.
Im Zillertal befinden sich neben einer Gaststätte ein Golf-Club und das Naturschutzgebiet Avalonia mit einem gleichnamigen Wald. Dort befinden sich Ruhrsandsteinfelsen, die vom Boulderclub Ruhrtal – unterstützt vom Deutschen Alpenverein – seit mehreren Jahren zum Bouldern genutzt werden. Für den im Jahr 2018 sehr jung verstorbenen Boulderer Arthur Weichsel wurde hier eine Gedenkstätte errichtet.